# イギリス領東アフリカ

東アフリカ保護領
East Africa Protectorate (英語)

国歌: God Save the Queen（英語）
女王陛下万歳

1909年の地図

イギリス領東アフリカ（イギリスりょうひがしアフリカ、英語: British East Africa）は、1895年に東アフリカに設立された英国の植民地である。一般に、現在のケニア、ウガンダ、タンザニアにほぼ相当する地域の旧総称である。

## 概要
モンバサ港周辺にイギリスが持っていた商業利権をもとに、1888年、勅許会社の帝国イギリス東アフリカ会社（IBEA）が設立されて経営を開始。1895年に現在のケニアに相当する部分が保護領となった。この保護領は1920年に直轄植民地であるケニア植民地となるまで続いた。
1961年にタンガニーカが独立して1964年にザンジバルと合併、タンザニアと改称した。 1962年にウガンダ、1963年にケニアが独立した。

## 歴史

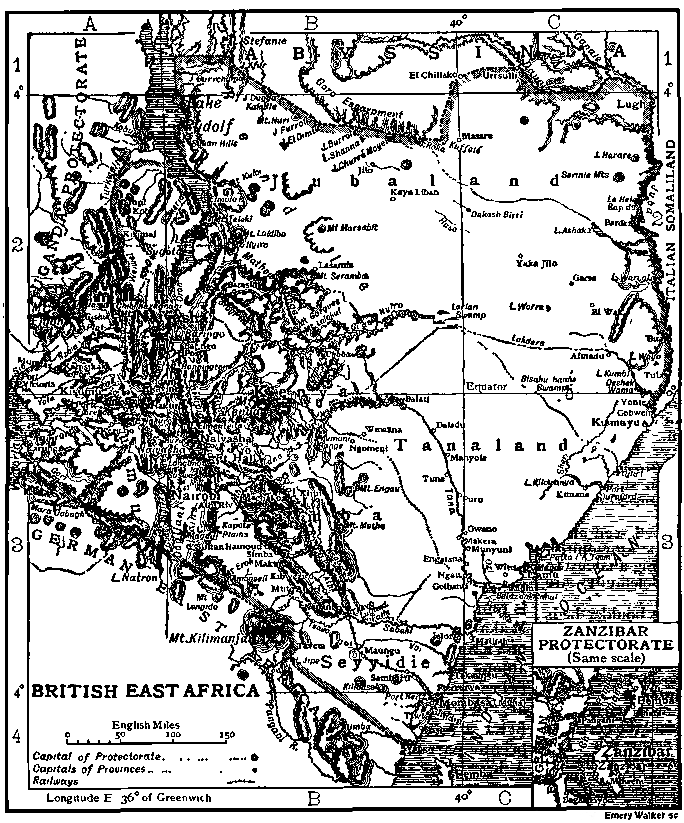
1911年の地図

### 前史
東アフリカのインド洋海岸部一帯は、ザンジバルに拠点を置くザンジバル・スルタン国が実質的に統治しており、港町の経営や農園経営、奴隷貿易を行っていた。しかし1840年代よりヨーロッパ人宣教師が、名目上はザンジバルのスルタンの保護の下、モンバサの海岸周辺からキリマンジャロ山にまで入植を開始した。またイギリスは19世紀末、奴隷貿易を禁じザンジバル領の東アフリカの港湾都市の占領を行い、ザンジバルを圧迫していった。

### アフリカ分割
1885年にベルリン会議（1884年から1885年）で決まったアフリカ分割の原則では、沿岸部を領有した国は後背地の領有も認められることになっていた。
1886年8月、後のタンザニアにあたる地域を植民地化しようとしてザンジバルに艦隊を差し向けたドイツ帝国に対して、ザンジバルからの支援要請を受けたイギリスも東アフリカに介入した。フランスを交えた三カ国の協議の結果、東アフリカに分割線が引かれ、境界線の南の現在のタンザニアに当たる部分（ドイツ領東アフリカ）をドイツが、境界線の北の現在のケニアに当たる部分をイギリスが取ることになった。その統治範囲は、ケニア最長の河川タナ川の河口からモンバサを経てドイツ領東アフリカとの境界線までの150マイル（240キロメートル）の海岸線だったため、これによる勢力圏はほぼ現在のケニアの範囲に等しくなった。

### イギリス東アフリカ会社
イギリス政府は当時アフリカ大陸南部の権益確保に力を注いでおり余裕がなかったため、民間の手を借りることとし、インド洋全域に航路を広げザンジバル・スルタン国や東アフリカ一帯との商取引も行っていた英領インド汽船会社（British India Steam Navigation Company）の社長、ウィリアム・マッキノン（William Mackinnon）にアフリカ東部でのイギリス勢力圏の建設を勧めた。
マッキノンはイギリス東アフリカ協会（British East Africa Association）を結成し、1888年には勅許を受けて勅許会社の帝国イギリス東アフリカ会社（Imperial British East Africa Company, IBEA）を設立した。イギリス東アフリカ会社は、1890年にはさらにウガンダもイギリスの勢力圏に収め、モンバサからビクトリア湖への鉄道（ウガンダ鉄道）建設や農地開発などを始めたが、ブガンダ王国（現ウガンダ）のカバカ（王）や各地を支配する宣教師たちとの対立が起こり、これに力と時間を割かれて経営は悪化した。

### 保護領化
1895年7月1日、イギリス政府はイギリス領東アフリカの保護領化を宣言し英国外務省の管轄とした。1902年にはウガンダもその一部となり、東アフリカシンジケート（East Africa Syndicate）は内陸高原地帯に白人入植地を作るべく500平方マイル（1,300平方キロメートル）の開発認可を得た。

### 高原への白人入植と都市へのインド人移民

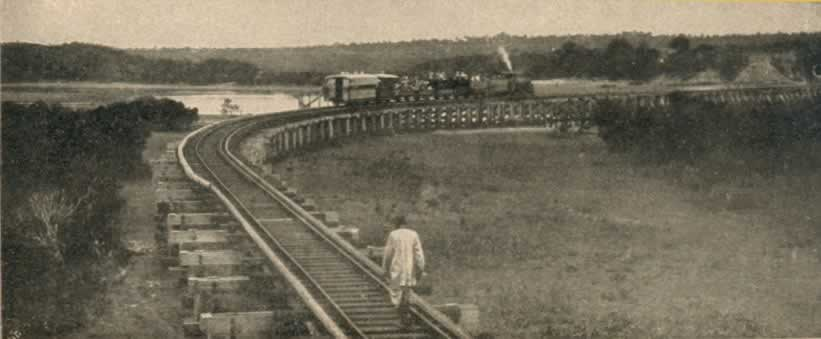
モンバサ近郊のウガンダ鉄道、1899年頃

1902年4月、英領東アフリカ最初の土地出願が「東アフリカシンジケート」（East Africa Syndicate）により行われた。この会社は、イギリス南アフリカ会社に属する出資者たちが設立したもので、気候の良く涼しい高原地帯の500平方マイルの土地をヨーロッパ人による植民のために使おうとした。さらに、ユダヤ人入植地を適切な場所に作るための出願もなされた（英領ウガンダ計画）。1903年4月、イギリス軍の高名なアフリカ探検家で東アフリカシンジケートの重役でもあったアメリカ人フレデリック・ラッセル・バーナムが鉱物資源を求める探検隊を派遣した。ジョン・ウェストン・ブルックに率いられた探検隊はナイロビからエルゴン山を経てルドルフ湖（現・トゥルカナ湖）西岸へ、水に事欠きマサイ族とも何度も遭遇する危険な旅を敢行した。1903年、数百人の入植者が南アフリカなどからケニアに到着した。しかしマサイ族の牧畜の権利保全をめぐる問題が持ち上がり、今後は大きな面積の土地利用の出願を受け付けないという決定がなされた。
この植民政策の遂行をめぐり、英領東アフリカの当時の弁務官チャールズ・エリオット卿と、英国外務大臣ランズダウン侯の間で論争が起こった。ランズダウン侯は東アフリカシンジケートに与えた誓約を守ろうとして、彼らに対する500平方マイルの賃貸を認可すべきとした。しかしロンドンにいた保護領官僚との話し合いの結果、彼は南アフリカからの入植者に対し別に50平方マイルの賃貸を行おうというエリオットの結論を拒んだ。エリオット卿は、新たな賃貸を禁じながら東アフリカシンジケートへの有利な賃貸契約を守るランズダウン侯の結論を不当な土地独占と述べて辞任している。1905年には管轄は英国外務省から植民地省へ移り、同じ年に首都は海岸のモンバサから内陸高原地帯のナイロビへと遷った。

## ケニア植民地の成立以降
第一次世界大戦のアフリカ戦線の戦いを経て、1920年には保護領から本国直轄のケニア植民地となった。中央州一帯には「白人高地」として白人経営によるコーヒーや茶の農園が広がり、1930年代には白人の数は3万人に達した。後に、高原の土地を占有する白人農園は、元来の土地所有権を主張するキクユ族によるマウマウ団の乱などさまざまな民族主義運動の標的と化す。
一方1896年以来、金融、商業、手工業などを行うインドの移民がケニアに到来し都市部の経済を動かした。さらにウガンダ鉄道建設のために大勢のインド人がケニアとウガンダに渡ってきた。人種別の隔離がなされ、都市での居住地制限や高原地帯へのインド人入植制限が行われたが、インド人は数で白人を圧倒した。1921年段階でのケニアの推定人口は2,376,000人で、うち9651人はヨーロッパ人、22,822人はインド人、10,102人はアラブ人だった。最大都市はモンバサで人口は32,000人だった。